# باتريك بورنس (كاتب)
باتريك بورنس (بالإنجليزية: Patrick Burns) هو كاتب أمريكي، ولد في 29 سبتمبر 1968 في هايلاند بارك في الولايات المتحدة.

## وصلات خارجية
- الموقع الرسمي
- باتريك بورنس على موقع IMDb (الإنجليزية)